# Ed Slater
Pour les articles homonymes, voir Slater.

a Compétitions nationales et continentales officielles uniquement.

b Matchs officiels uniquement.
Dernière mise à jour le 14 décembre 2022.
Edward Nicholas Slater dit « Ed Slater », né le 1er août 1988 à Leicester (Angleterre), est un joueur anglais de rugby à XV retraité évoluant principalement au poste de deuxième ligne, mais aussi en troisième ligne. Il joue en Premiership au sein du club de Gloucester Rugby de 2017 à 2022 et a joué pour le club de sa ville natale les Leicester Tigers.

## Carrière
Il devient joueur professionnel en 2010 avec le club de Nottingham. Il est rapidement prêté à Leicester pour pallier des blessures, où il s'installe en tant que titulaire régulier et obtient le titre du meilleur joueur de son club en octobre. 
En février 2012, Slater est appelé à jouer pour les England Saxons, l'équipe nationale réserve, pour la première fois. 
En 2013, Ed Slater gagne enfin le championnat anglais après deux finales en 2011 et 2012. Remarqué pour ses performances, il est inclus dans le groupe pour la Tournée en Argentine de l'équipe d'Angleterre mais il s'est blessé de nouveau lors de cette finale victorieuse.
En 2014, il joue pour la première fois avec l'équipe nationale contre les Crusaders, mais s'y déchire le ligament croisé antérieur, ce qui le prive de compétition pour la majeure partie de la saison 2014-2015. Cette rencontre ne compte pas comme une sélection à proprement parler. 
Il est de nouveau appelé dans le groupe anglais pour le Tournoi des Six Nations en 2016, mais se blesse au genou, le rendant indisponible pour deux mois.
En août 2017, il signe avec le club de Gloucester dans un échange avec Jonny May qui rejoint Leicester. À la fin de cette 2017-2018, il est nommé dans l'équipe type de Premiership.
Au mois de juillet 2022, il annonce sa retraite du rugby professionnel, il est contraint de prendre cette décision car il est atteint d'une maladie neurodégénérative l'empêchant de pratiquer le rugby.

## Palmarès

### En club
- Vainqueur du Championnat d'Angleterre en 2013 avec Leicester.
- Vainqueur de la Coupe anglo-galloise en 2012 et 2016 avec Leicester.
- Finaliste du Championnat d'Angleterre en 2011 et 2012 avec Leicester.
- Finaliste du Challenge européen en 2018 avec Gloucester.

### Distinctions personnelles
- Membre de l'équipe type du Championnat d'Angleterre en 2018